# Schuyler County (Missouri)
Schuyler County is een county in de Amerikaanse staat Missouri.
De county heeft een landoppervlakte van 797 km² en telt 4.170 inwoners (volkstelling 2000). De hoofdplaats is Lancaster.

## Bevolkingsontwikkeling

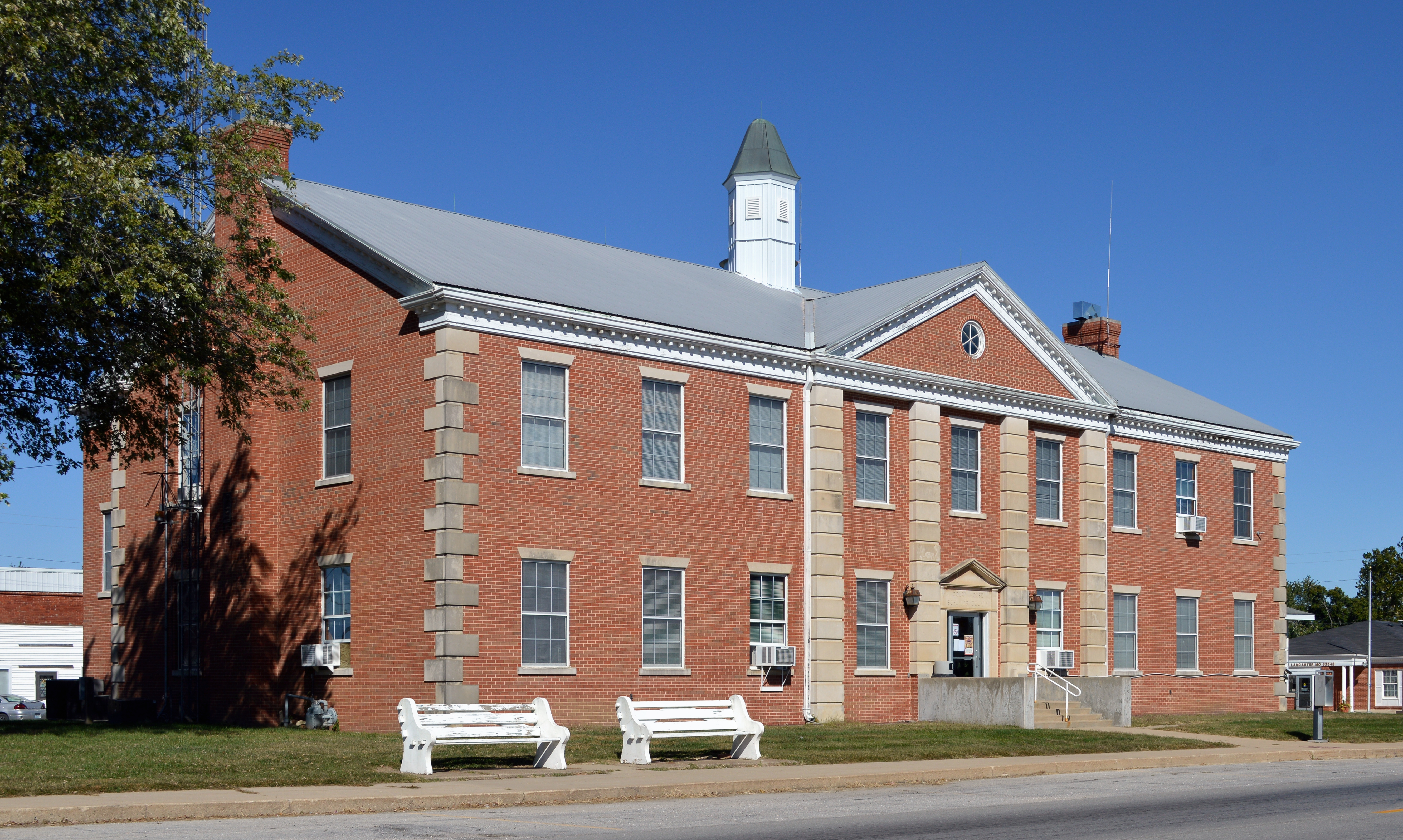
Schuyler County Courthouse